# 天主教孔戈洛教區
天主教孔戈洛教區（拉丁語：Dioecesis Kongoloënsis）是剛果民主共和國一個羅馬天主教教區，屬盧本巴希總教區。
教區的前身是北加丹加宗座監牧區，成立於1911年6月30日，1935年6月18日升為宗座代牧區。1951年3月8日易名。1959年11月10日升為教區。教區位於該國東部加丹加省北部。2006年有教友253,000人（佔轄區總人口33.7%）、十四個堂區、四十一名司鐸。現任教區主教為奧斯卡·恩戈伊·姆潘加。